# 위드너스

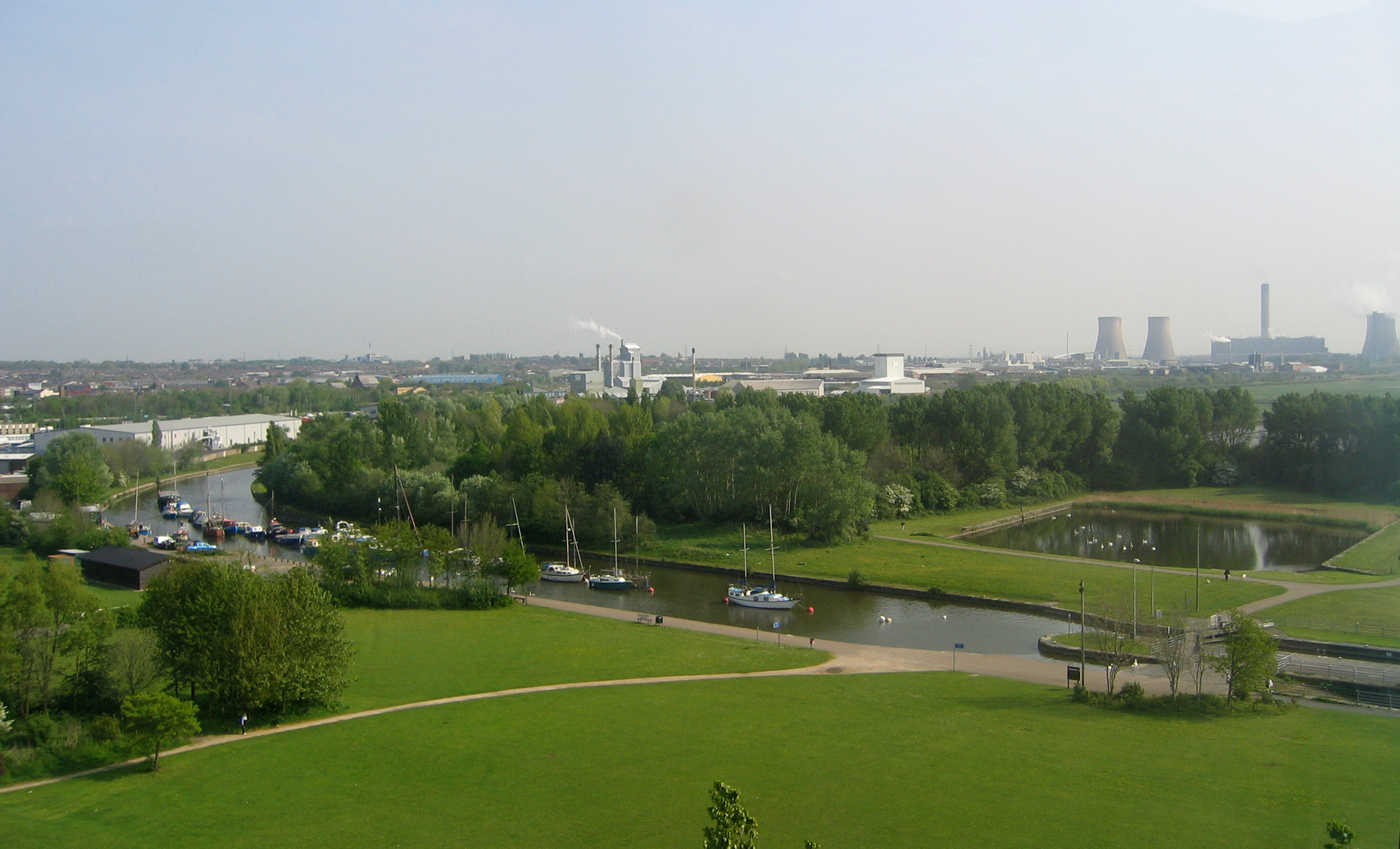
위드너스

위드너스(영어: Widnes)는 잉글랜드 체셔주에 위치한 도시로 인구는 60,221명(2011년 기준)이다.